# Усачёв, Юрий Алексеевич
Ю́рий Алексе́евич Усачёв (род. 19 апреля 1974, Ленинград, РСФСР, СССР) — российский композитор, диджей и продюсер. Создатель (вместе с Евгением Арсентьевым) и экс-участник поп-группы «Гости из будущего».

## Биография
Юрий Усачёв родился 19 апреля 1974 года в Ленинграде. С раннего детства начал заниматься музыкой. Посещал музыкальную школу, где научился играть на ударных, кларнете, фортепиано, виолончели и гитаре. Также пел в хоре мальчиков Ленинградского дома радио.
В начале 1990-х годов Усачёв начал заниматься электронной музыкой, принимал активное участие в джангл-движении петербургских музыкантов.
В 1995 году вместе с Антоном Ньюмарком создал электронный проект «Чугунный скороход».
В том же году основал коллектив «Актив-Позитив». Также некоторое время Усачёв писал песни и делал аранжировки и ремиксы для группы «Отпетые мошенники».
Два года спустя Усачёв вместе с петербургским музыкантом Евгением Арсентьевым создал клубный проект «Тотальный Брейк-бит». Также Юрий некоторое время сотрудничал с группой «Русский размер».

## «Гости из будущего»
В 1996 году Юрий Усачёв вместе с Евгением Арсентьевым создал группу «Гости из будущего», к которой позже в качестве вокалистки присоединилась Ева Польна. Вскоре вышел новый альбом группы — «Время песок». Его поддержал диджей Грув, который в то время активно продвигал стиль джангл. Стилистику альбома можно охарактеризовать как мелодичный драм-н-бейс, который перекликался с приятным голосом Евы Польны, солистки проекта. Однако широкой российской аудитории такая музыка оказалась непонятна.
Через год Евгений Арсентьев покинул группу. «Гости из будущего» поменяли своё творческое направление и в 1999 году выпустили альбом под названием «Беги от меня».

Мы наметили очень хороший танцевальный стиль, которому и сейчас пытается подражать половина эстрады. Мы ввели новый коммерческий стандарт, который чётко показывает, кто пишет стихи на туалетной бумаге, музыку на дешёвых музыкальных инструментах посредством нажатия кнопки «старт», а кто поступает иначе.— Юрий Усачёв
В том же году группа переехала в Москву. С гастролями «Гости…» объездили многочисленные города СНГ, также часто посещали Европу и США.
Всего коллектив выпустил 7 полноценных альбомов, 4 альбома ремиксов и 15 видеоклипов, 4 из которых Юрий Усачёв срежиссировал сам.
Весной 2009 года Усачёв прекратил выступления в качестве музыканта группы, тем не менее оставаясь аранжировщиком и саунд-продюсером, а Польна продолжила сольную карьеру.
В 2002 году Усачёв стал генеральным продюсером звукозаписывающей компании «Граммофон рекордс».
В 2005 году Усачёв создал электронный проект «Zventa Sventana». В проект входили Тина Кузнецова и Алёна Романова. Через несколько лет Кузнецова и Усачёв поженились.
В 2006 году Усачёв создал проект «Art-House», поскольку решил попробовать реализовать себя в качестве электронного музыканта и диджея. В его состав вошли петербургские диджеи Андрей Тимошенко (DJ Tisha) и Алексей Ульрих (Alex Ylёch). В основном, коллектив исполнял музыку в жанрах хаус, электро и прогрессив.
В 2008 году Усачёв создал проект «My-Ti», в состав которого вошла Тина Кузнецова.
Сотрудничает в качестве саунд-продюсера.

## Награды и достижения
В составе группы «Гости из будущего» Юрий Усачёв стал лауреатом нескольких премий, в том числе «Золотой граммофон», «Стопудовый хит», «Бомба года», «Движение».

## Личная жизнь
В 2004 году во время студийной работы Юрий Усачёв познакомился с певицей Тиной Кузнецовой. В ноябре 2009 года они поженились, а осенью 2010 года родился сын Габриэль.
Также у Усачёва есть дочь Эмилия (род. 5 марта 2003 года).